# جلال‌آباد چاه‌شهی
جلال‌آباد چاه‌شهی، روستایی از توابع بخش مرکزی شهرستان خاش در استان سیستان و بلوچستان ایران است.

## جمعیت
این روستا در دهستان کارواندر قرار دارد و براساس سرشماری مرکز آمار ایران در سال ۱۳۹۵، جمعیت آن ۹۹ نفر (۲۹ خانوار) بوده‌است.